# Rund um den Henninger-Turm 1991
Il Rund um den Henninger-Turm 1991, trentesima edizione della corsa, si svolse il 1º maggio su un percorso di 210 km, con partenza e arrivo a Francoforte sul Meno. Fu vinto dal belga Johan Bruyneel della squadra Lotto-Superclub davanti al connazionale Johan Museeuw e all'irlandese Martin Earley.

## Ordine d'arrivo (Top 10)
| Pos. | Corridore            | Squadra                | Tempo    |
| ---- | -------------------- | ---------------------- | -------- |
| 1    | Johan Bruyneel       | Lotto-Superclub        | 6h06'42" |
| 2    | Johan Museeuw        | Lotto-Superclub        | a 1'03"  |
| 3    | Martin Earley        | PDM-Concorde-Ultima    | s.t.     |
| 4    | Jean-Claude Leclercq | Helvetia-La Suisse     | s.t.     |
| 5    | Sammie Moreels       | Lotto-Superclub        | s.t.     |
| 6    | Dirk De Wolf         | TonTon Tapis-GB-Corona | s.t.     |
| 7    | Marc Madiot          | R.M.O.                 | s.t.     |
| 8    | Uwe Ampler           | Histor-Sigma           | s.t.     |
| 9    | Viatcheslav Ekimov   | Panasonic-Sportlife    | s.t.     |
| 10   | Serge Baguet         | Lotto-Superclub        | s.t.     |